# Patrick Lechner
Patrick Lechner (* 12. Dezember 1988 in Landau in der Pfalz) ist ein deutscher Radrennfahrer.
Im Jahr 2014 schloss Lechner sich dem UCI Continental Team Bike Aid-Ride for Help an. Er wurde Siebter bei den Deutschen Bergmeisterschaften 2015. Im folgenden Herbst belegte er beim Radcrossweltcuprennen in Valkenburg Rang 64 und erreichte so fünf Weltranglistenpunkte.
Lechner ist seit dem Kindesalter Stotterer und engagiert sich für andere Stotterer, etwa in Form von Videos.

## Teams
- 2014 Bike Aid-Ride for Help
- 2015 Bike Aid
- 2016 Stradalli-Bike Aid
- 2017 Bike Aid
- 2018 Bike Aid